# عمارة بن وثيمة
عمارة بن وثيمة، هو أبو رفاعة عمارة بن وثيمة بن موسى بن الفرات الفارسي، ولد في الفسطاط في مصر وتوفي سنة 902 م، كان مؤرخًا مسلمًا.

## حياته
من مواليد مصر وهو ابن المؤرخ وتاجر الحرير وثيمة بن موسى من سكان فسا في بلاد فارس.

## كتبه
كتب عمارة عملين على الأقل باللغة العربية، عمله الوحيد الباقي هو ما كان، قبل اكتشاف كتاب أبي حذيفة إسحاق بن بشر القرشي، مبتدأ الدنيا وقصة الأنبياء، والذي يُعتقد أنه أقدم كتاب باقٍ من كتب قصص الأنبياء.